# كو ياناغيساوا
كو ياناغيساوا (باليابانية: 柳澤 亘) (مواليد 28 يونيو 1996) هو لاعب كرة قدم ياباني.

## وصلات خارجية
- كو ياناغيساوا على موقع رابطة كرة القدم اليابانية للمحترفين (اليابانية)
- كو ياناغيساوا على موقع قاعدة بيانات كرة القدم.إي يو (الإنجليزية)
- كو ياناغيساوا على موقع Soccerway.com (الإنجليزية)
- كو ياناغيساوا على موقع عالم كرة القدم.نت (الإنجليزية)